# Hedy Garhammer
Hedy Garhammer – niemiecka narciarka, uprawiająca narciarstwo dowolne, reprezentująca barwy RFN. Nigdy nie startowała na mistrzostwach świata ani na igrzyskach olimpijskich. Najlepsze wyniki w Pucharze Świata osiągnęła w sezonie 1979/1980, kiedy to była trzecia w klasyfikacji generalnej oraz druga w klasyfikacji kombinacji.
W 1985 r. zakończyła karierę.

## Sukcesy

### Puchar Świata

#### Miejsca w klasyfikacji generalnej
- 1979/1980 – 3.
- 1980/1981 – 12.
- 1981/1982 – 19.
- 1982/1983 – 15.
- 1983/1984 – 24.
- 1984/1985 – 25.

#### Miejsca na podium
1. Poconos – 7 stycznia 1980 (Jazda po muldach) – 3. miejsce
2. Poconos – 8 stycznia 1980 (Jazda po muldach) – 3. miejsce